# Bulbophyllum debile
Bulbophyllum debile là một loài phong lan thuộc chi Bulbophyllum.